# Labíčko
Labíčko je staré říční rameno, které vzniklo v místě dřívějšího toku řeky Labe. Nachází se severně od Čelákovic u osady Hatě v okrese Praha-východ ve Středočeském kraji v Česku. Má rozlohu 0,890 ha. Je 340 m dlouhé a 40 m široké. Leží v nadmořské výšce 173 m. Patří do skupiny Hrbáčkových tůní avšak není zahrnuto do přírodní rezervace Káraný - Hrbáčkovy tůně.

## Okolí
Okolí tůně je zarostlé starými stromy, za jejichž úzkým pásem se na severu nachází pole. Na jihu je prostor mezi jezerem a Labem zarostlý lesem. Na západě a na jihu se na kraji lesa nachází osada Hatě. Břehy jsou převážně zarostlé rákosem. Přístup k vodě umožňují dřevěná mola vybudovaná myslivci.

## Vodní režim
Jezero nemá povrchový přítok. Z jihozápadního konce jezera odtéká 100 m dlouhý průtok do Labe.

## Přístup
Přístup je možný:
- po kraji pole nebo lesem od cyklostezky Labská cyklotrasa č. 2 vedoucí po pravém břehu Labech z Byšiček do Čelákovic.

## Fauna
Na jezeře žijí motáci, orli mořští???, černí čápi. Z ryb jsou zastoupeni lín obecný, karas obecný, kapr obecný.